# Schams ad-Dīn as-Samatrānī
Schams ad-Dīn ibn ʿAbdallāh as-Samatrānī (arabisch شمس الدين بن عبد الله السمطراني, DMG Šams ad-Dīn ibn ʿAbdallāh as-Samaṭrānī; gest. 1630) war ein einflussreicher sumatranischer Sufi und islamischer Theologe im Sultanat von Aceh zur Zeit der Herrschaft von Sultan Iskandar Muda. Er war ein Anhänger und Schüler von Hamzah Fansuri, der in Mekka und Medina studiert hatte. Ihre Lehre, die sich an Ibn Arabis wahdat-al-wudschūd-Theorie (“Einheit der Existenz”) orientierte, wurde von Nūr ad-Dīn ar-Rānīrī aus Gujarat vehement bekämpft.